# Anthidium semicirculare
Anthidium semicirculare är en biart som beskrevs av Pasteels 1985. Anthidium semicirculare ingår i släktet ullbin, och familjen buksamlarbin. Inga underarter finns listade i Catalogue of Life.